# Hör oss, Svea
Hör oss, Svea är en sång av Gunnar Wennerberg komponerad för manskör 1853 och blev populär bland studenter i Uppsala. Moder Svea blev med sången ett begrepp man skulle offra allt för, vilket väl stämmer överens med nationalismen som växte fram under 1800-talet. I Hör oss, Svea citerar Wennerberg Luther-psalmen "Vår Gud är oss en väldig borg".

## Publicerad i
- 100 Student-Qvartetter, 1867

## Inspelningar
- Orphei Drängar